# Jakow Fjodorowitsch Dubrowinski

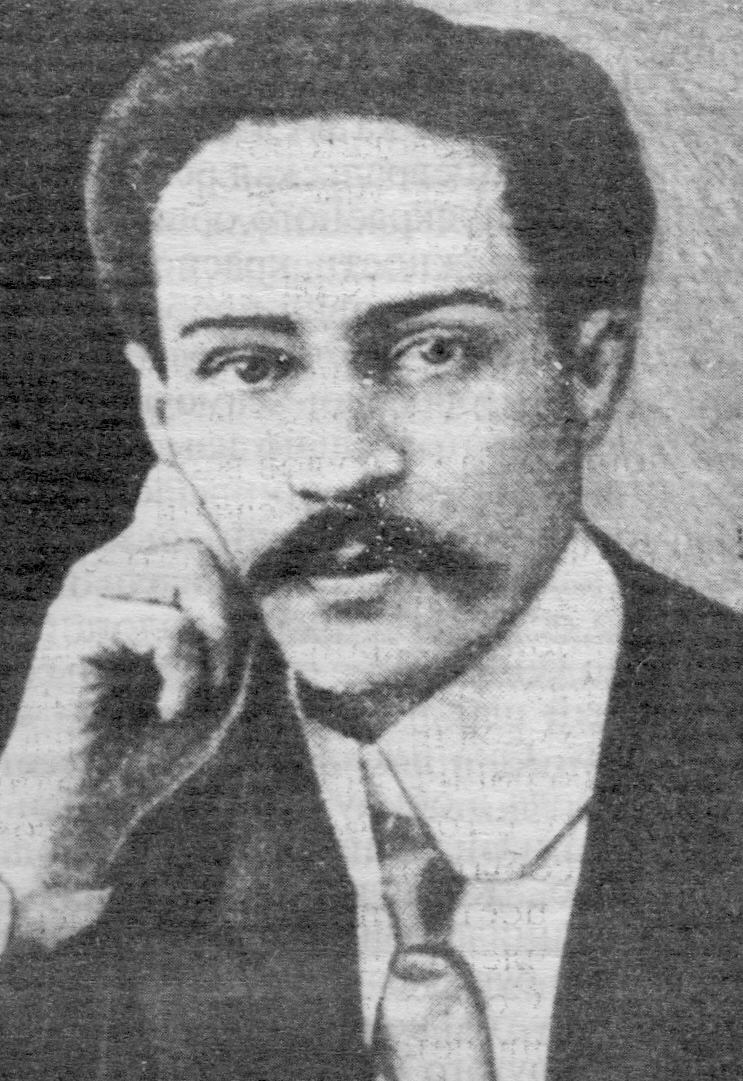
Jakow Dubrowinski

Jakow Fjodorowitsch Dubrowinski (russisch Яков Фёдорович Дубровинский; * Februar 1882 im Gouvernement Orjol, Russisches Kaiserreich; † 24. Oktober 1918 in Krasnojarsk) war ein russischer Revolutionär.
Dubrowinski schloss sich im Jahr 1900 der sozialistischen Bewegung an. Er leistete Parteiarbeit in Perm und Kursk. 1905 nahm er in Moskau am Dezemberaufstand teil. Im Juli 1917 wurde er Bolschewik und in Krasnojarsk zum Bürgermeister gewählt. 1918 kommandierte er eine Rotgardistenabteilung im Kampf gegen die Tschechoslowakischen Legionen. Er wurde von den Weißgardisten in Krasnojarsk gefangen genommen und hingerichtet.